# UIC-X- und Z2-Wagen der SBB
Als UIC-X- und Z2-Wagen der Schweizerischen Bundesbahnen (SBB) werden 470 Schnellzugwagen mit Seitengang und geschlossenen Abteilen bezeichnet, die ab 1964 in Dienst gestellt wurden und teilweise bis heute in Fernverkehrszügen der Schweiz laufen.

## Allgemeines

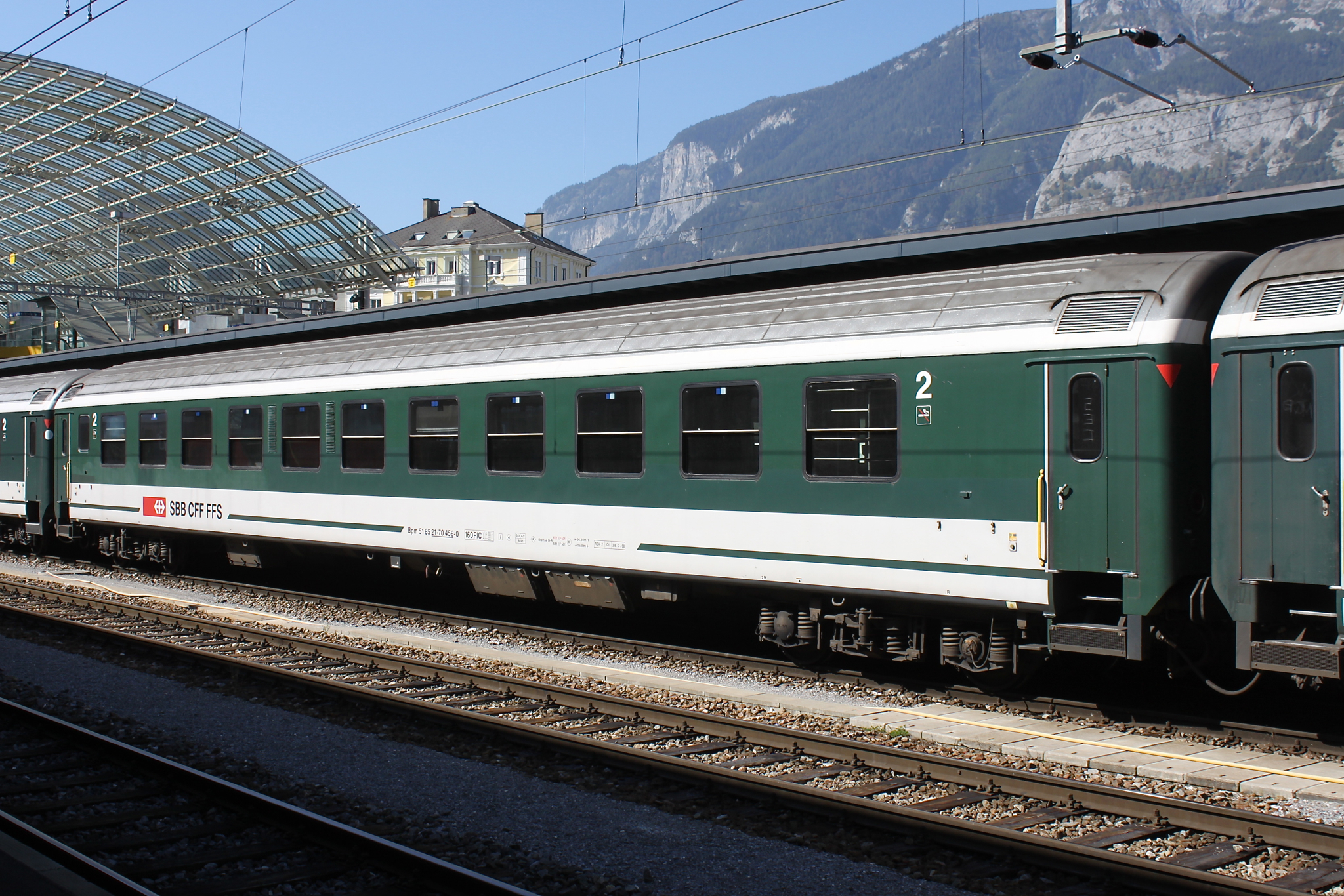
Umgebaute Bpm-Wagen der SBB in Chur (21-70, 2011)

Als Ersatz für die schweren Stahlwagen beschafften die SBB ab 1964 neue Wagen des Typs UIC-X für den internationalen Verkehr. Der Typ UIC-X entspricht im Wesentlichen den 1953 eingeführten Schnellzugwagen mit Seitengang der Deutschen Bundesbahn. Nicht klimatisierte Wagen mit verminderter Abteilzahl wurden später in der UIC-Typenbezeichnung als Typ Z2 bezeichnet. Der grössere Teil der SBB-Wagen gehört dieser Gruppe an. Die Inneneinrichtung der ersten 100 Personenwagen zweiter Klasse wurde praktisch unverändert von den B4üm der DB übernommen, während die Wagen der ersten Klasse nur neun Abteile – gegenüber 10 der Wagen des Typs A4üm der DB – aufwiesen. Baulich unterscheiden sich die Schweizer Wagen von denen der DB indes erheblich.
Die mit dem Wagenkasten bündige Einstiegstür an jedem Fahrzeugende ist als Drehfalttür ausgeführt worden. Die Toilettenfenster sind im Vergleich zu den DB-Wagen kleiner, ebenso die Fenster in den Türen. Im Gegensatz zur allgemeinen grünen Wagenfarbe sind die Türen silber- oder goldeloxiert wie bei den Einheitswagen der SBB gehalten worden. Neben einem WC-Raum an jeden Wagenende gab es auch einen separaten Waschraum.
Auffallend sind zudem das in der Schweiz seit der Einführung der Einheitswagen I (1956) übliche mit Längssicken ausgeführte Dach und die über den Einstiegstüren angebrachten Lüftungsgitter. Die Heizung ist – wie bei allen Schweizer Reisezugwagen jener Zeit – als Luftheizung (nach deutscher Notation „Lhzdes“, später „Lhzes“) ausgeführt. Obwohl das Streckennetz der SBB bei Beschaffung bereits nahezu vollständig elektrifiziert war, wurde ein Großteil der Wagen für einen freizügigen internationalen Einsatz mit Dampfheizung ausgeliefert. Wagen mit zusätzlicher Dampfheizung sind an den Ziffern 4 oder 8 an siebenter Stelle der UIC-Nummer zu erkennen. Die Dampfheizung wurde in den 1980er Jahren stillgelegt und in der Folge ausgebaut. Wie bei den Einheitswagen ist der Längsträger unten nach innen abgerundet.
Die Sitzbezüge der Raucherabteile waren rot mit schwarzen Streifen, die der Nichtraucherabteile in grün mit schwarzen Streifen. Die in allen Wagenklassen sechs Sitze pro Abteil waren, wie bei der DB auch, ausziehbar.

## Technik und Bauformen
Die Wagenübergänge waren mit Gummiwülsten geschützt. Verschlossen wurden die Übergänge mit einer pneumatisch angetriebenen zweiflügligen Schiebetür. Die Drehfalttüren und Übersetzfenster entsprechen den UIC-Vorschriften, als Drehgestelle kamen solche der Einheitsbauart "Schlieren" zum Einsatz. Das Wagenkastenmass entspricht den UIC-X-Spezifikationen: 26'400 Millimeter Länge und 2'850 Millimeter Breite.
Die ersten Serienfahrzeuge waren jedoch 20 Liegewagen des Typs Bcm (Bcm 50-70) mit zehn Abteilen plus Dienstabteil und somit elf Abteil- bzw. Seitengang-Fenstern – wie DB-Liegewagen der Bauart Bcm243. 1970 bis 1972 folgten weitere 30 Wagen jener Bauart. Anfang der 1980er Jahre wechselte die Lackierung der ersten 20 Wagen in schlafwagenblau mit weissen Streifen und ähnelte damit stark dem Anstrichschema der Eurofima-Liegewagen-Serie von 1979 der SBB. Sie boten 66 Liegeplätze.
Im März 1965 wurde eine erste Serie von 100 Sitzwagen zweiter Wagenklasse des Typs Bm bestellt; diese wurden 1966/67 (Bm 22-30 000–059) beziehungsweise 1968 (Bm 22-40 060–099) geliefert. 72 Reisende fanden in den Abteilen Platz. Unter den Fenstern auf der Gangseite gab es zudem jeweils einen Notsitz (DB: derer zwei), insgesamt zehn.
1967 wurden von der Waggon- und Maschinenbau GmbH Donauwörth (WMD) in Deutschland gebaute zehn klimatisierte Speisewagen in den SBB-Fuhrpark eingestellt. Im Unterschied zu den anderen Wagentypen wurden die Speisewagen mit Wagenkästen aus Aluminium gebaut. Diese Wagen waren speisewagenrot lackiert. Für den Einsatz im TEE Bavaria (München–Zürich), der nach dem Eisenbahnunfall von Aitrang als Lok-Wagenzug mit DB-Erstklass-TEE-Wagen und einem SBB-Speisewagen fuhr, wurde ein Wagen in TEE-Farben weinrot-beige umgespritzt. Nach 1977 erhielten alle zehn Speisewagen die einheitliche Eurofima-C1-Lackierung in Orange mit weissem Streifen.
1969/70 wurde eine Wagenserie erster Klasse von 40 abgeliefert, die nur über neun Abteile – wie die DB-TEE-Wagen – verfügte, aber ohne Klimatisierung ausgeführt war. Diese entsprachen damit in vielen Parametern bereits der UIC-Bauart Z beziehungsweise Eurofima-Wagen. Die 1971 und 1972 ausgelieferten gemischtklassigen Wagen (erste und zweite Klasse) des Typs ABm verfügten über vier Abteile erster und sechs Abteile zweiter Klasse, ebenfalls den UIC-Z Spezifikationen entsprechend, aber da ohne Klimatisierung der Untergruppe Z2.
Ab 1972 kamen weitere Zweitklasswagen zur Auslieferung, aber nun auch hier mit verminderter Abteilzahl, also elf Abteilen zweiter Klasse. Damit boten sie 66 Fahrgästen einen Sitzplatz in den Abteilen und neun Notsitze im Gang. Sie entsprachen somit ebenfalls der späteren Bauart UIC-Z2 (Typ Bm 21-70). 40 Wagen, die 1977 zur Auslieferung kamen (21-70 090–109 und 150–169), wurden wiederum mit der C1-Lackierung versehen. Diese Wagen passten damit farblich zu den zur gleichen Zeit ausgelieferten 20 Eurofima-Erstklass-Wagen der SBB der Bauart Amz 19. Mit Nachbestellungen wuchs diese Serie bis 1978 auf 220 Stück an.
Zur Abrundung dieser Wagenserie kamen 1977 noch 20 Gepäckwagen Dms in den Dienst, die wagenbaulich den UIC-X-Wagen entsprachen.
Schlusslichter wurden ab Werk nur bei den letzten ab 1977 ausgelieferten Serien eingebaut. Die anderen Wagen wurden im Rahmen von Hauptrevisionen damit nachgerüstet.

## Einsatz
Der Einsatz der Wagen erfolgte sofort im internationalen Verkehr nach Deutschland, Belgien, die Niederlande, Frankreich, Österreich und Italien, wo sie auch die RIC-Wagen der SBB aus den 1950er Jahren verdrängten. Mit dem Aufkommen der SBB-EC-Wagen der SBB wurden sie in Inlandsdienste verdrängt. 212 Z2 Bm wurden zu Bpm 51 umgebaut, wovon einige noch heute im Einsatz sind.

## Umbauten

### Bpm 51 (Bm 21-70)

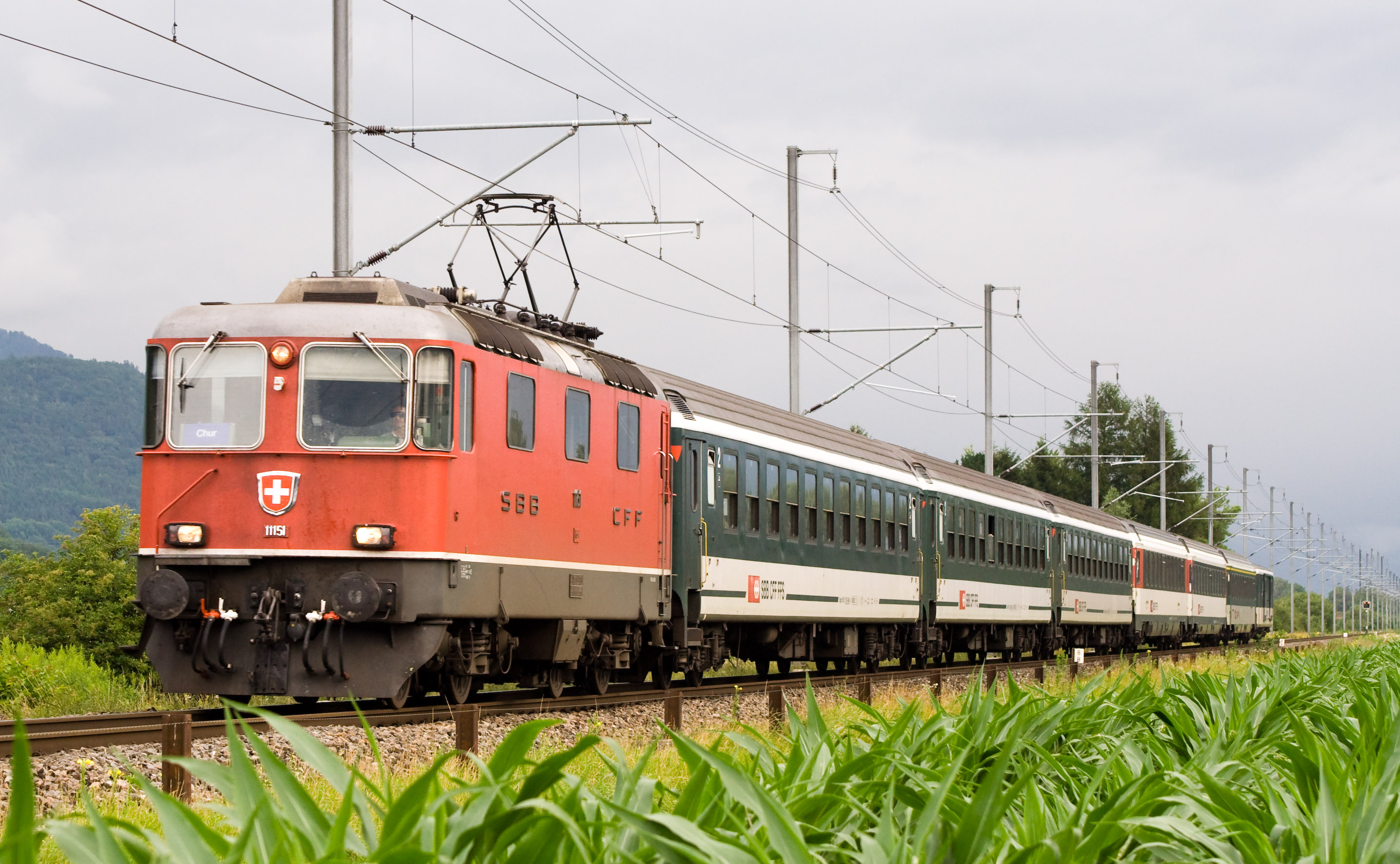
Rheintal-Express nahe Buchs SG mit Re 420, drei Bpm 51 vorne, dahinter Einheitswagen IV (2007).

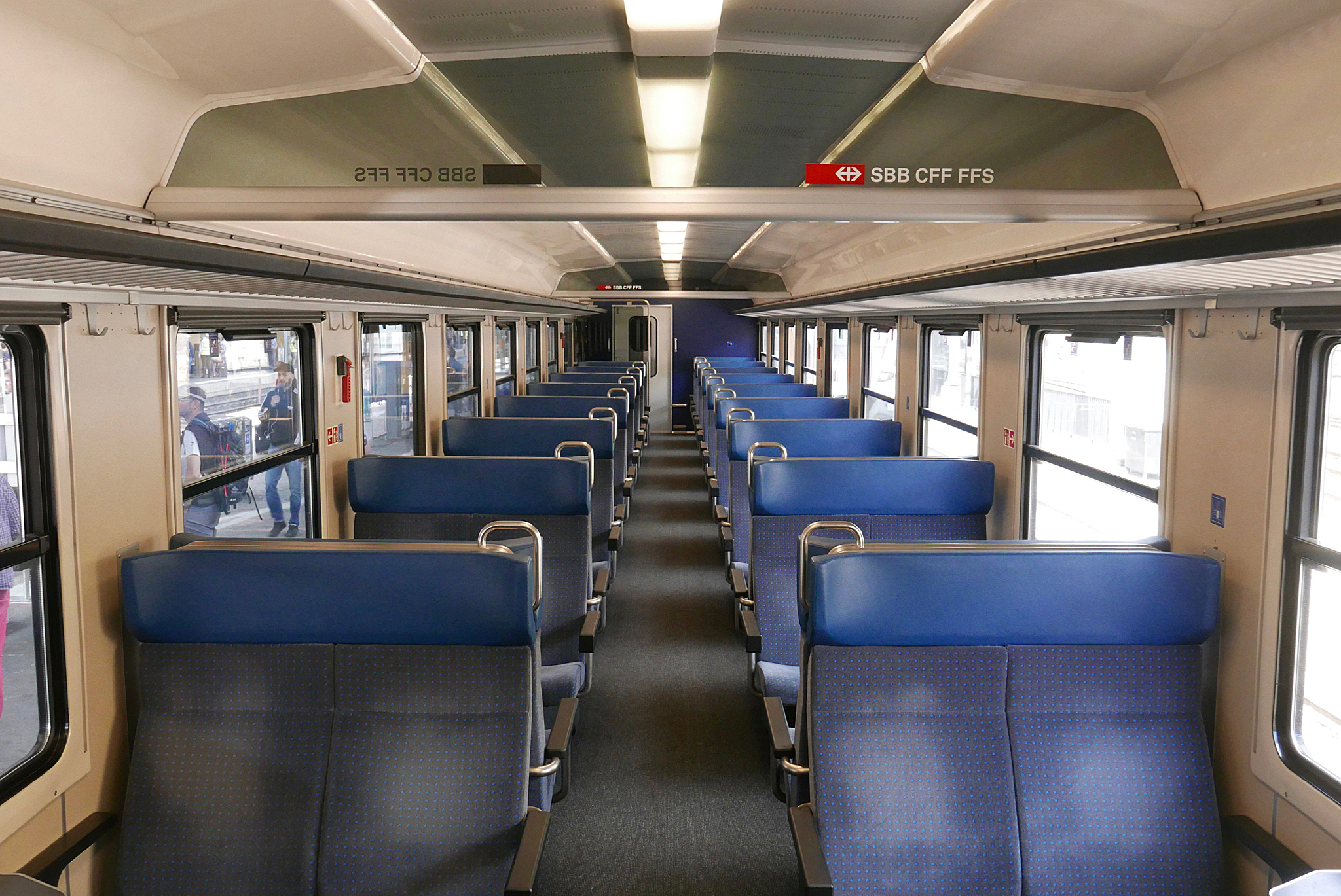
Inneneinrichtung eines 21-73 (2017).

Mitte der 1980er Jahre wurde ein Grossteil der elfabteiligen Bm 21-70-Wagen zu Bpm-Grossraumwagen umgebaut (heutige Eigenbezeichnung «Bpm 51»). Statt der Abteile gab es nun 88 Plätze in Saalanordnung. Sie erhielten einen zu den Einheitswagen des Typs IV passenden Aussenanstrich in oben grün und unten weiss mit grünem Absetzstreifen und wurden als Verstärkungswagen überwiegend im Intercity-Verkehr, aber auch im Schnellzugdienst eingesetzt. Sie behielten ihre RIC-Fähigkeit und kommen deshalb für Sonderleistungen immer wieder ins Ausland.
Im Februar 2010 wurde bekannt gegeben, dass 180 Wagen der 2. Klasse bis 2013 aufgewertet werden sollen. Durch den Einbau einer Klimaanlage und die Automatisierung der Türen soll der Komfort gesteigert werden. Nach einer Rostsanierung der Wagenkästen erhalten die Fahrzeuge eine neue Lackierung im SBB-Standarddesign. Dadurch sollen die Wagen noch mindestens bis 2020 einsatzfähig bleiben. Allerdings zeigte sich zwischenzeitlich, dass ein so kostspieliger Umbau für die kurze verbleibende Restnutzungsdauer wirtschaftlich nicht sinnvoll ist. Daher wurde letztlich auf die technisch risikoreiche Klimatisierung der Fahrzeuge verzichtet. Es wurden zudem zwei Umbaustandards definiert: Von den 170 in Verkehr bleibenden Fahrzeugen erhalten alle eine seitenselektive Türsteuerung, die Notbremsanlage wird auf den Standard Notbremsanforderung (NBA) gebracht und die alten Sitzpolster und -bezüge werden durch neue ersetzt (sog. „Aufwertung light“). Der Wagenkasten von 60 dieser Fahrzeuge wird zusätzlich rostsaniert und erhält einen neuen Aussenanstrich (sog. „Aufwertung voll“).
32 umgebaute Bpm-51-Wagen (neue Nummern 50 85 21-73 501-1…532-6) werden im Fussball-Extrazugverkehr («Fanzüge», bei den SBB als B FC 2173 bezeichnet) eingesetzt, was mit ein Grund war, weshalb die Notbremsanlage auf den aktuellen Stand gebracht worden ist und die Türen neu selektiv gesteuert werden können. Dadurch kann im Falle einer missbräuchlichen Notbrems-Betätigung – was in Fanzügen oft geschieht – der Zug an einem geeigneten Ort angehalten werden und das Aussteigen auf der Gleisseite verhindert werden. Die Fenster wurden darüber hinaus soweit arretiert, damit keine Gegenstände hinausgeworfen werden können. Um dennoch im Notfall einen Fluchtweg zu haben, wurden auf jeder Seite zwei Notausstiegfenster eingebaut.

### Bm 22-70
In den 1990er Jahren bauten die SBB zwölf Bm 22-70-Wagen (12 Abteile) zu so genannten «Sleeperette»-Wagen des Typs Bcpm mit 72 Schlafsesseln für den Nachtreiseverkehr um. Später wurden diese noch als Erstklasswagen für Verstärkungszüge verwendet.

## Stückzahlen und Verbleib der Wagen
| Wagenart             | Baujahr    | Anzahl bei Ablieferung | Typ | Wagennummern                                                                                             | Verbleib/Umgebaut zu |
| -------------------- | ---------- | ---------------------- | --- | --- | --- |
| 1. Klasse            | 1969–70    | 40                     | Z2  | Am 51 85 19-80 000–039 Am 51 85 19-70 000–039                                                            | Db 51 85 05-10 000-031 als Huckepack-Begleitwagen an Hupac Am 51 85 19-70 005-9 beim Club Bm 22-70                                                                                               |
| 1./2. Klasse         | 1971–72    | 40                     | Z2  | ABm 51 85 30-80 025–039 ABm 51 85 30-70 000–039                                                          | Db 51 85 03-70 000 bis 002 als Huckepack-Begleitwagen an Bertani |
| 2. Klasse            | 1966–68    | 100                    | X   | Bm 5001–5025 Bm 51 85 22-30 000–059 Bm 51 85 22-40 060–099 Bm 51 85 22-80 060–099 Bm 51 85 22-70 000–099 | 51 85 29-70 150–161 Sleeperette (1993) bzw. 51 85 19-70 150–161 1.-Klasswagen, inzwischen ausrangiert                                                                                            |
| 2. Klasse            | 1972–78    | 220                    | Z2  | Bm 51 85 21-70 000–219                                                                                   | Bpm 51 85 21-70 300–511 2. Kl. Grossraumwagen (1988–97) weiter umgebaut zu B 50 85 21-73 301–438 und 501–532 SRm 51 85 89-70 550 für Reisende in Rollstühlen (1991) erhalten beim Club Bm 22-70. |
| Liegewagen 2. Klasse | 1964,70–72 | 50                     | Z2  | Bcm 5181–5200 Bcm 51 85 50-40 000–019 Bcm 51 85 50-80 000–019 Bcm 51 85 50-70 000–049                    | Ausrangiert |
| Speisewagen          | 1967       | 10                     | Z1  | WRm 51 85 88-30 000–009 WRm 51 85 88-70 000–009 WRm 61 85 88-70 000–009                                  | Ausrangiert |
| Gepäckwagen          | 1977       | 20                     | X   | Dms 51 85 92-70 000–019                                                                                  | Abgebrochen, ausser 92-70 010 beim Club Bm 22-70 |

## Nachbauten der ÖBB
1969 kauften die Jenbacher Werke aus der laufenden Produktion für die SBB einen Am-Wagen, der ab 1970 als sogenannter K-Wagen für die Österreichischen Bundesbahnen (ÖBB) im Einsatz war. 1976 stellten auch die ÖBB ausserdem 30 Liegewagen (51 81 50-70 000–029) des Schweizer UIC-Z2-Typs in den Dienst. Diesen folgten 1981/82 eine doppelt so grosse Serie mit mehr Waschräumen (51 81 59-70 000-059). Diese Wagen sind an den vier WC-Fenstern und zehn Abteilfenstern von aussen zu erkennen. Auch die genannten Serienwagen wurden von den Jenbacher Werken hergestellt.